# Valkyrie Profile (computerspelserie)
Valkyrie Profile is een serie van actierollenspellen die zijn ontwikkeld door tri-Ace en uitgegeven door Square Enix.

## Ontwerp
De spelserie is gebaseerd op Noordse mythologie en is bedacht door Yoshiharu Gotanda. De speler bestuurt de godin Valkyrie die krijgers moet zien te vinden voor een gevecht tussen de goden, voordat de wereld ten einde komt. De speler moet door middel van behendigheid door de tunnels zien te komen. De gameplay bestaat veelal uit het commanderen van personages die in beurtelingse gevechten deelnemen.

## Spellen in de reeks
| Jaar | Titel                                   | Platforms     |
| ---- | --------------------------------------- | ------------- |
| 1999 | Valkyrie Profile                        | PlayStation   |
| 2006 | Valkyrie Profile 2: Silmeria            | PlayStation 2 |
| 2008 | Valkyrie Profile: Covenant of the Plume | Nintendo DS   |
| 2016 | Valkyrie Anatomia: The Origin           | Android, iOS  |